# Synchaeta curvata
Synchaeta curvata är en hjuldjursart som beskrevs av Lie-Pettersen 1905. Synchaeta curvata ingår i släktet Synchaeta och familjen Synchaetidae. Arten är reproducerande i Sverige. Inga underarter finns listade i Catalogue of Life.